# Grand Prix de la Ville de Rennes 2005
Il Grand Prix de la Ville de Rennes 2005, ventisettesima edizione della corsa e valida come evento dell'UCI Europe Tour 2005 categoria 1.1, si svolse il 3 aprile 2005. Fu vinto dal francese Ludovic Turpin che terminò la gara in 4h21'56".
Al traguardo 46 ciclisti portarono a termine il percorso.

## Ordine d'arrivo (Top 10)
| Pos. | Corridore         | Squadra         | Tempo    |
| ---- | ----------------- | --------------- | -------- |
| 1    | Ludovic Turpin    | AG2R Prév.      | 4h21'56" |
| 2    | Daniele Contrini  | LPR-Piacenza    | s.t.     |
| 3    | Sébastien Duret   | Bretagne        | s.t.     |
| 4    | Jeff Louder       | Navigators Ins. | s.t.     |
| 5    | Frédéric Bessy    | Cofidis         | s.t.     |
| 6    | Fortunato Baliani | Panaria         | s.t.     |
| 7    | Christophe Rinero | RAGT            | s.t.     |
| 8    | Gilles Canouet    | Agritubel       | s.t.     |
| 9    | Tristan Valentin  | Auber 93        | s.t.     |
| 10   | Massimiliano Mori | Naturino        | a 4"     |